# Логойськ (гірськолижний курорт)
Логойськ (біл. Лагойск) — гірськолижний центр у Логойському районі, Мінська область, Білорусь.
На території комплексу також проводяться різноманітні фестивалі: «Бітлз-назавжди», «Кубок пива», «Навальніца», байкерські фестивалі та інші.

## Санкції ЄС
23 березня 2012 року Рада Європейського Союзу додала Юрія Чижа та його компанії, зокрема курорт під Логойськом, до «Чорного списку ЄС. 6 жовтня 2015 року суд Європейського союзу скасував рішення Ради ЄС про введення санкцій проти Чижа та його підприємств.